# مسجد ماريا
المسجد ماريا ((بالرومانية: Moscheea Maria)‏) انها مسجد في ريديو، المدينة في بلدية بارا، رومانيا. تم بناء في عام 2014 ومع الاموال من مسلمين من بلدان أخرى والمتحولون إلى الإسلام. المؤسس والامام للمسجد هو دانيال كونيبارو، الترانسيلفانيي من توردا الذي انتقل إلى ريديو. أنه بنى بيت لائلاته والمسجد في المدينة.